# Susan Griffin
Susan Griffin (Los Ángeles, 26 de enero de 1943) es una filósofa, ensayista y dramaturga feminista radical. especialmente conocida por sus innovadoras obras ecofeministas de formas híbridas.

## Biografía
Griffin nació en Los Ángeles, California, en 1943 y ha residido en California desde entonces. Tras la muerte de su padre, cuando tenía 16 años, fue de un lado a otro de la familia, pero finalmente fue acogida en el hogar y la familia del célebre artista Morton Dimondstein. Su familia biológica era de ascendencia irlandesa, escocesa, galesa y alemana. Después de haber pasado un año en un hogar judío de la posguerra, no hablaba abiertamente de su herencia alemana, y al principio demonizaba a los alemanes, pero más tarde hizo varios viajes a Alemania (incluido el campo de concentración de Mittelbau-Dora) para reconciliar sus herencias judía y alemana. Estudió dos años en la  Universidad de California, Berkeley, luego se trasladó al San Francisco State College, donde se licenció en Escritura Creativa (1965) y obtuvo un máster en Artes (1973), ambos títulos bajo la tutela de Kay Boyle. Ha impartido clases como profesora adjunta en la UC Berkeley, así como en la Universidad de Stanford y en el Instituto de Estudios Integrales de California. Griffin ha enseñado en el Instituto de Estudios Integrales de California, el Instituto de Posgrado Pacifica, el Instituto Wright y la Universidad de California.
Actualmente vive en Berkeley, California. Los documentos de Griffin se encuentran en la Biblioteca Schlesinger del Instituto Radcliffe de la Universidad de Harvard.

## Trayectoria
Griffin ha escrito 21 libros, entre ellos obras de no ficción, poesía, antologías, obras de teatro y un guion. Su obra se ha traducido a más de 12 idiomas. Griffin describe su trabajo como una obra en la que «establece conexiones entre la destrucción de la naturaleza, la degradación de la mujer y el racismo, y rastrea las causas de la guerra hasta la negación tanto en la vida privada como en la pública.
«Rape: The All-American Crime» (1971), un artículo publicado en Ramparts, fue una de las primeras publicaciones sobre la violación desde una perspectiva feminista.
Woman and Nature: The Roaring Inside Her (1978) ha vendido más de 100.000 ejemplares y establece conexiones entre la destrucción ecológica, el sexismo y el racismo. Considerada una forma de poesía en prosa, se cree que esta obra inauguró el ecofeminismo en Estados Unidos. Griffin atribuye su conexión con el ecofeminismo a su educación en la costa del Pacífico, que cree que cultivó su conciencia ecológica.
Griffin articuló su feminismo anti-pornografía en Pornography and Silence: Culture's Revenge Against Nature (1981), en el que defiende que, aunque la búsqueda de la libertad de expresión podría llevar a posicionarse en contra de la censura de la pornografía, la libertad de crear pornografía lleva a comprometer la «liberación humana» (ya que la liberación de la humanidad incluiría la emancipación de la mujer). Ella sostiene que la pornografía y el eros son ideas separadas y opuestas, y que la pornografía "no expresa un anhelo de liberación sexual sino su opuesto, un deseo de silenciar al eros". Según Griffin, los orígenes de la pornografía están enraizados en un miedo generalizado a la naturaleza, y las imágenes pornográficas «cosifican y degradan el cuerpo (generalmente femenino)». Esto, según Griffin, enseña a las mujeres a menospreciarse a sí mismas y alimenta una cultura malsana y pervertida. Por el contrario, Griffin sostiene que «la verdadera liberación sexual requiere una reconciliación con la naturaleza, una curación entre el cuerpo y el espíritu». La crítica respondió en gran medida a Pornografía y cultura con desprecio, y muchos se quejaron de que parecía más un desvarío que un debate filosófico realista.

## Premios y reconocimientos
Griffin ha recibido una beca MacArthur para la Paz y la Cooperación Internacional, becas de la NEA y de la Fundación Guggenheim, y un premio Emmy por la obra Voices. Aparece en la película de historia feminista de 2014 She's Beautiful When She's Angry (Es guapa cuando se enfada). Fue finalista del Premio Pulitzer de No Ficción General en 1993 por  A Chorus of Stones: The Private Life of War.

## Crítica
Muchos críticos elogian la franqueza y la perspicacia de Griffin sobre el papel del feminismo en todos los grandes temas de la actualidad, mientras que otros han criticado sus escritos por ser demasiado enrevesados o despotricar. En gran medida, las críticas a la obra de Griffin adoptan puntos de vista opuestos sobre las entrelazadas y complicadas conexiones que sugiere entre la mujer y temas mundanos más amplios como la guerra, la enfermedad, la pornografía y la propia naturaleza. Estas redes se reflejan en su singular estilo de escritura, sobre el que la crítica ha reflexionado ampliamente.
En una reseña de 1994 de Carol H. Cantrell, Woman and Nature es calificada de «difícil de describir. La mayor parte parece prosa en la página, pero el pensamiento es fragmentario, metafórico y discontinuo; hay muchas historias, pero también son a menudo elípticas y metafóricas". En una reseña de What Her Body Thought: A Journey into the Shadows, Susan Dion, de The Women's Review of Books, escribió: «...Griffin no se limita a reiterar viejos temas de la erudición feminista o de la historia de la medicina, sino que indaga, reflexiona y sugiere distintas formas de considerar muchas cuestiones interrelacionadas... Las reflexiones e hipótesis de Griffin son frescas, inteligentes e instructivas, aunque no siempre convincentes».